# Кальчиновка (Черниговская область)
Кальчи́новка (укр. Кальчинівка) — село, расположенное на территории Бахмачского района Черниговской области (Украина).
Население составляет 21 житель (2006 год). Плотность населения — 73,17 чел/кв.км.
Впервые упоминается в 1919 году.
Средняя высота населённого пункта — 149 м над уровнем моря. Село находится в зоне умеренно континентального климата.
Национальный состав представлен преимущественно украинцами, конфессиональный состав — христианами.